# Ambon (Morbihan)
Ambon település Franciaországban, Morbihan megyében. Lakosainak száma 2091 fő (2022. január 1.). Ambon Lauzach, Noyal-Muzillac, Muzillac, Billiers, Damgan és Surzur községekkel határos.

## Népesség
A település népességének változása:
| Lakosok száma | 1008 | 881  | 1006 | 1516 | 1794 | 1824 | 1817 | 1961 | 2042 | 2091 |
|               | 1968 | 1982 | 1990 | 2006 | 2013 | 2015 | 2017 | 2019 | 2020 | 2022 |